# Óvalo Santa Anita (Metro de Lima y Callao)
Óvalo Santa Anita es la vigesimoprimera estación de la línea 2 del Metro de Lima y Callao, en Perú. La estación fue construida de manera subterránea en la intersección de la carretera Central y la avenida La Molina, en los distritos de Santa Anita y Ate.
El 20 de mayo de 2015, se inició el cierre de algunos tramos de la Carretera Central entre el puente de Santa Anita y el Mercado Mayorista debido a la construcción de seis pozos de ventilación, cinco estaciones y el túnel de la Línea 2 del metro de Lima. En junio de 2018, la AATE informó que las obras civiles de la estación se encontraban en un 80% de avance. Se inauguró el 21 de diciembre de 2023, junto con las 4 estaciones más del tramo 1-A.
Cerca de la estación Óvalo Santa Anita, albergan diferentes tiendas comerciales.
Está ubicada en la Carretera Central cruce con la avenida La Molina.

## Galería

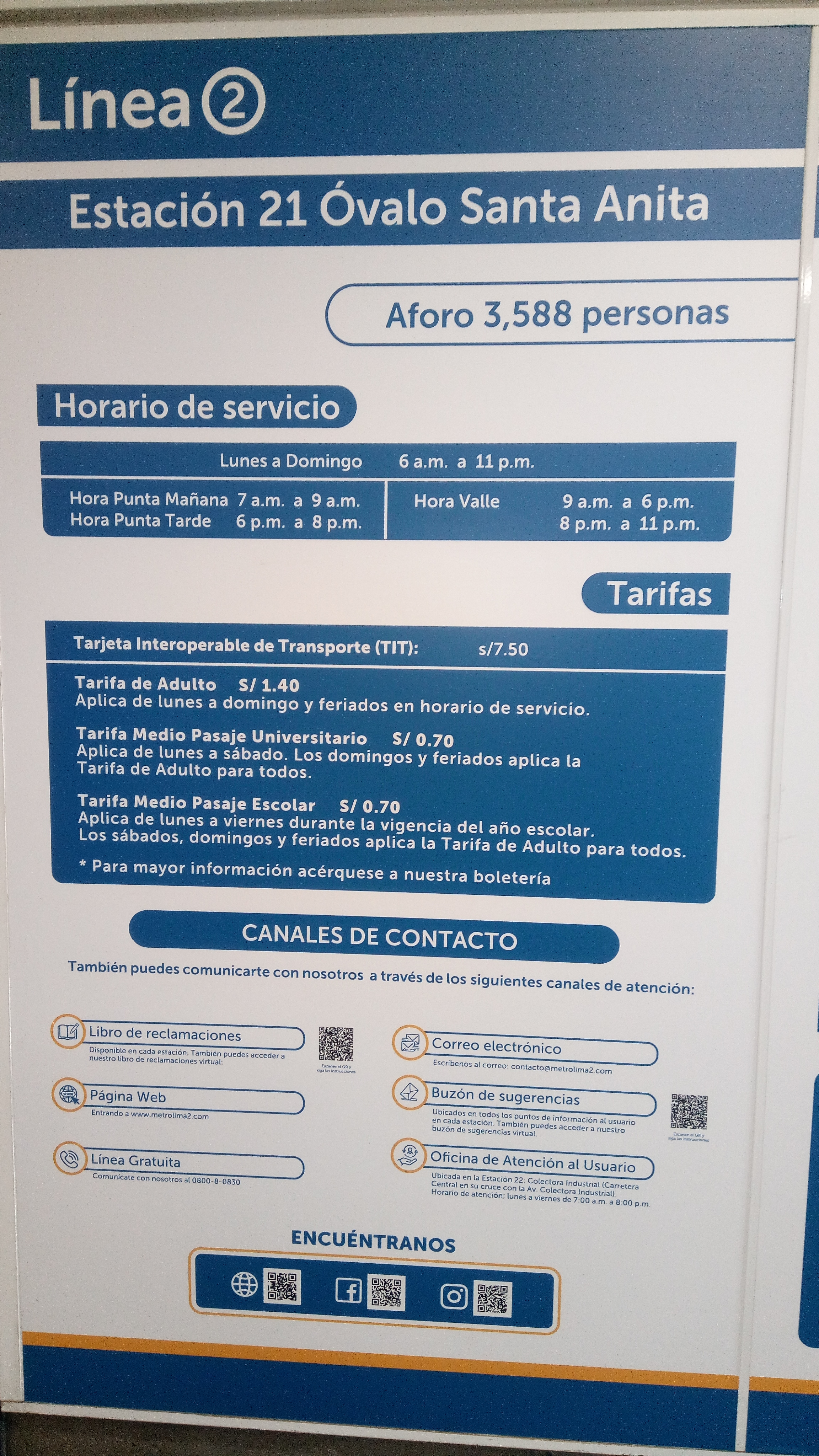
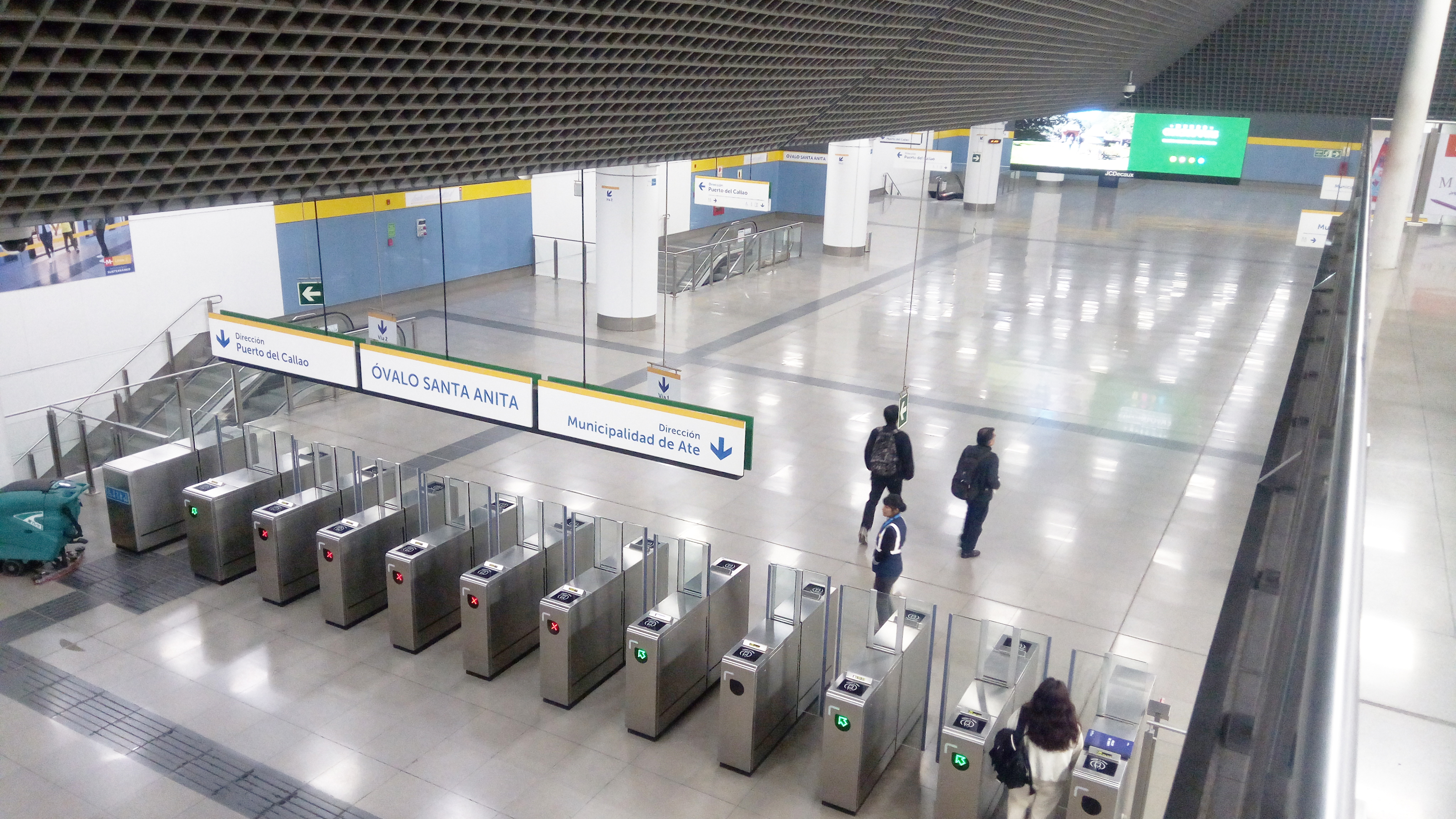
Puertas de Barrera.
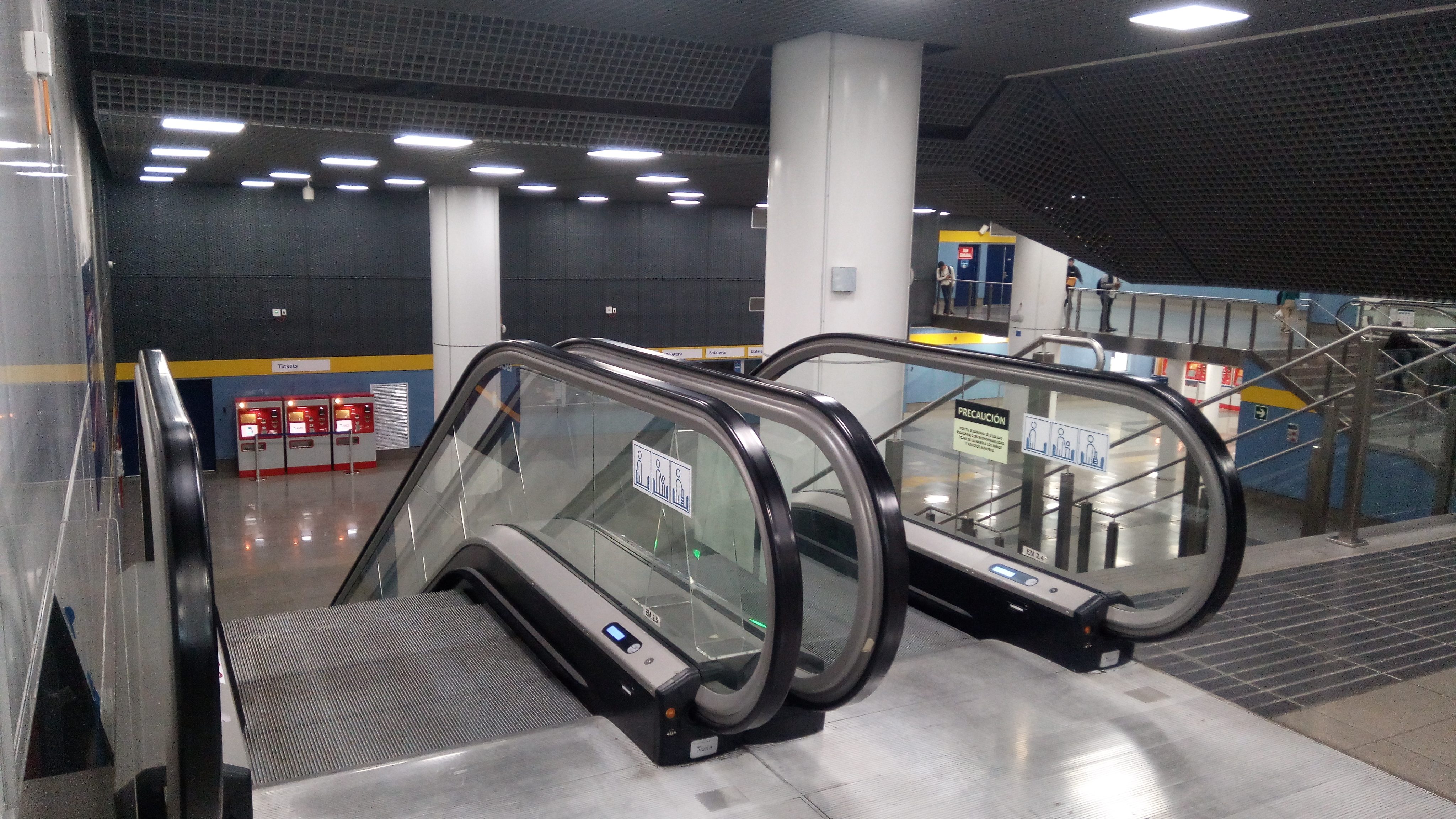
Escaleras en la zona de Prevestíbulo.